# Luis Fernando Castillo Mendez
Luis Fernando Castillo Mendez, né le 4 décembre 1922 à Caracas, et mort le 29 octobre 2009 à Brasilia, est un prêtre et évêque vénézuélien naturalisé brésilien. Il est le successeur de Carlos Duarte Costa à la tête de l'Église catholique apostolique du Brésil, en s'autoproclamant patriarche en 1961, charge qu'il a conservée jusqu'à sa mort.

## Biographie
Ordonné prêtre en 1944 et immédiatement interdit, il ne fut pas reconnu comme prêtre catholique romain. Le 8 mars 1947, il fonde l'Église catholique apostolique du Venezuela (en) (Iglesia Católica Apostólica Venezolana, ICAV), excommuniée plus tard par le Saint-Siège. Le 3 mai 1948, il est consacré évêque et patriarche de la même église vénézuélienne par l'évêque excommunié Carlos Duarte Costa à Panama. Il succède ensuite à Duarte Costa et devient président du Conseil épiscopal de l'Iglesia Católica Apostólica Brasileña (ICAB) en 1982.
Il était également à la tête des Igrejas Catolicas Apostolicas Nacionales (ICAN) et de la Communion mondiale des églises nationales apostoliques catholiques (WCCAC), qui tentèrent de former une association internationale d'Églises catholiques indépendantes. 
Il est décédé en 2009. 

## Autres images

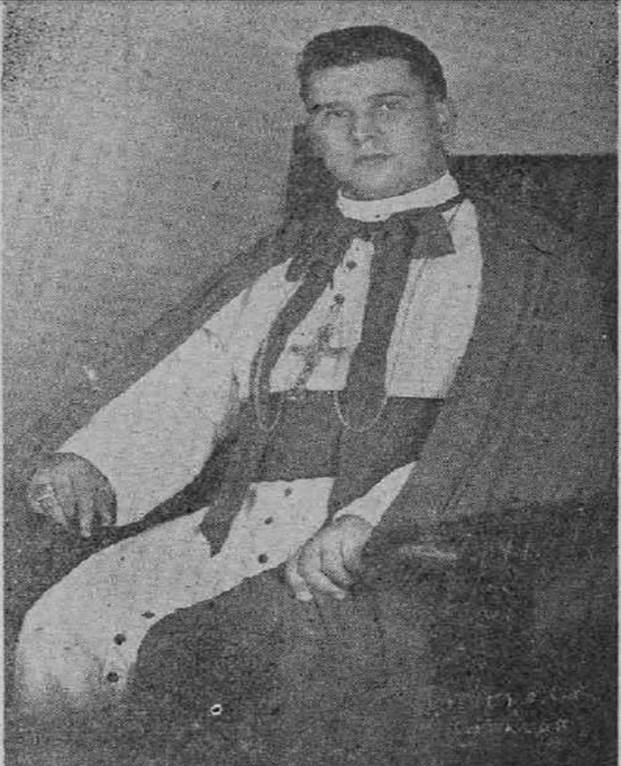
Castillo Mendez en 1948.
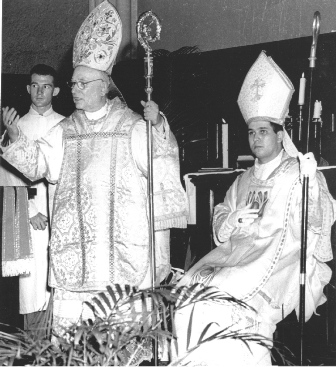
{Carlos Duarte Costa (à gauche), à Panama, consacre l'évêque Castillo Mendez (à droite).
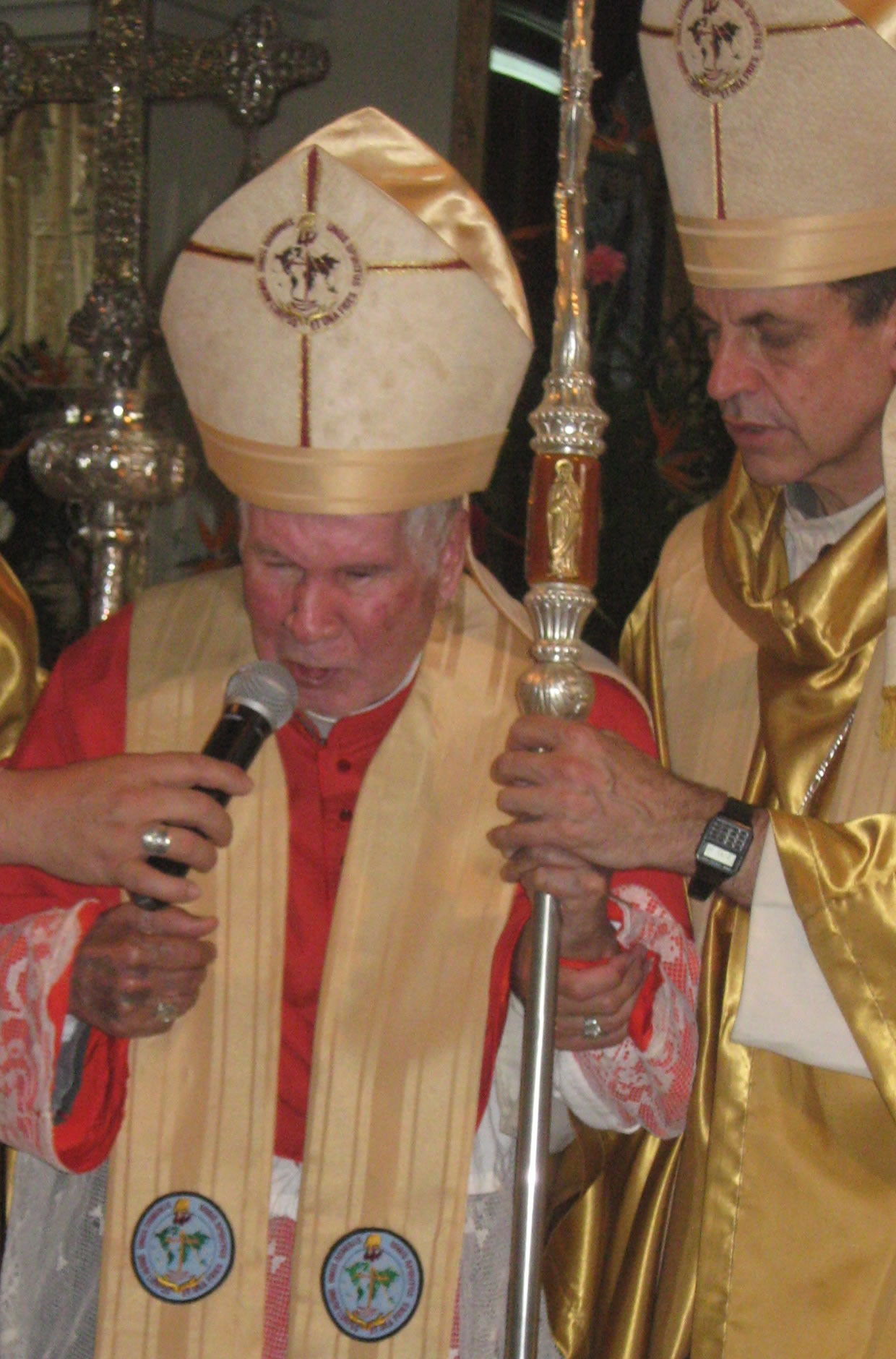
Castillo Mendez avec Eduardo Aguirre Oestmann.